# Kabale
Kabale so hribovito okrožje in mesto v jugozahodni Ugandi. Okrožje meji na sosednjo državo Ruando, njegova nadmorska višina pa meri od 1219 do 2347 metrov nad morjem. Večina okrožja je posejana z zelenimi, obdelanimi in prepletajočimi se hribi. Včasih jih imenujejo Kastone, saj v lokalni rukiščini kabale pomeni majhen kamen.

## Geografija
Mesto Kabale, drugo največje mesto v zahodni regiji Ugande, ležijo v okrožju Kabale v podregiji Kigezi. Ležijo približno 142 kilometrov jugozahodno od Mbarare, največjega mesta v zahodni regiji Ugande. Od Kampale, glavnega in največjega mesta Ugande, so po cesti odaljeno približno 410 kilometrov jugozahodno. Mesto leži 2000 metrov nad morsko gladino s koordinatami 01 15 00 S, 29 59 24 E.
Prav zaradi nadmorske višine je ta del Ugande hladnejši od ostalega dela države – povprečna dnevna temperatura niha od 15 do 20 stopinj C, ponoči pa se lahko ohladi tudi na 10 stopinj. Relativna vlažnost celo leto niha od 90 do 100 odstotkov v jutranjih urah in od 42 do 75 odstotkov popoldan.

## Prebivalstvo
Leta 1969 je nacionalni popis v Kabalah naštel 8234 ljudi. Po nacionalnem popisu leta 1980 je to prebivalstvo naraslo na 21.469. Leta 1991 je popis naštel 29.246 prebivalcev. Po nacionalnem popisu leta 2002 so Kabale imel 41.344 prebivalcev. Državni popis prebivalstva in anketa o gospodinjstvih leta 2014 sta naštela 49.186 oseb. Leta 2020 je Ugandski statistični urad (UBOS) sredi leta ocenil prebivalstvo mesta na 53.200. UBOS je izračunal, da je prebivalstvo Kabal med letoma 2014 in 2020 raslo po povprečni stopnji 1,36 odstotka letno. Posest zemlje je zelo razdrobljena, povprečno gospodinjstvo ima v lasti šest ali sedem parcel na različnih hribih. 
Na območju Kabal je najbolj zastopano pleme Bakiga, sledi pigmejsko pleme Batwa ter posamezni pripadniki ostalih ugandskih plemen. 

## Zanimivosti
Večina turistov na poti h gorskim gorilam (Gorilla beringei beringei) se ustavi v Kabalah. Te ogrožene živali živijo v dveh narodnih parkih – narodni park Bwindi in narodni park goril Mgahinga. Del narodnega parka Bwindi leži v okrožju Kabal.
Druga znamenitost okrožja je čudovito jezero Bunyonyi, ki je od mesta Kabale oddaljeno sedem kilometrov.
Druge pomembne institucije v mejah mesta ali blizu obrobja mesta so naslednje:
- Regionalni muzej Kabale; muzej pripoveduje zgodbo o tradiciji Kigezov v Ugandi.[5]
- Sedež okrožne uprave Kabal in pisarne mestnega sveta Kabal
- Regionalna referenčna bolnišnica Kabale, javna bolnišnica s 250 posteljami, ki jo upravlja ugandsko ministrstvo za zdravje
- podružnica nacionalnega sklada za socialno varnost
- Kabale Currency Center, skladišče in obdelava valut v lasti in upravljanju Banke Uganda, centralne banke Ugande[6]
- Univerza Kabale, vladna univerza
- Letališče Kabale, civilno letališče, ki ga upravlja občina Kabale
- Kampus Kabale univerze Uganda Martyrs
- Golf igrišče Kabale
- Bolnišnica Rugarama s posteljami za 200 bolnikov, ustanovila jo je ugandska Cerkev
- Bolnišnica Rushoroza - posteljna kapaciteta 200 bolnikov, ki jo upravlja katoliška Cerkev
- Stolnica Rushoroza - sedež katoliške škofije Kabale
- Radio Maria Uganda - postaja Kabale, ki se nahaja na hribu Rushoroza
- St Mary's College Rushoroza - Kabale, ki ga je ustanovila katoliška cerkev
- Pavlovsko semenišče Rushoroza - ustanovila ga je katoliška cerkev
- African College of Commerce and Technology, zasebna terciarna izobraževalna ustanova

- Glavna ulica Kabale
- Pokrajina